# Gravis Computervertriebsgesellschaft

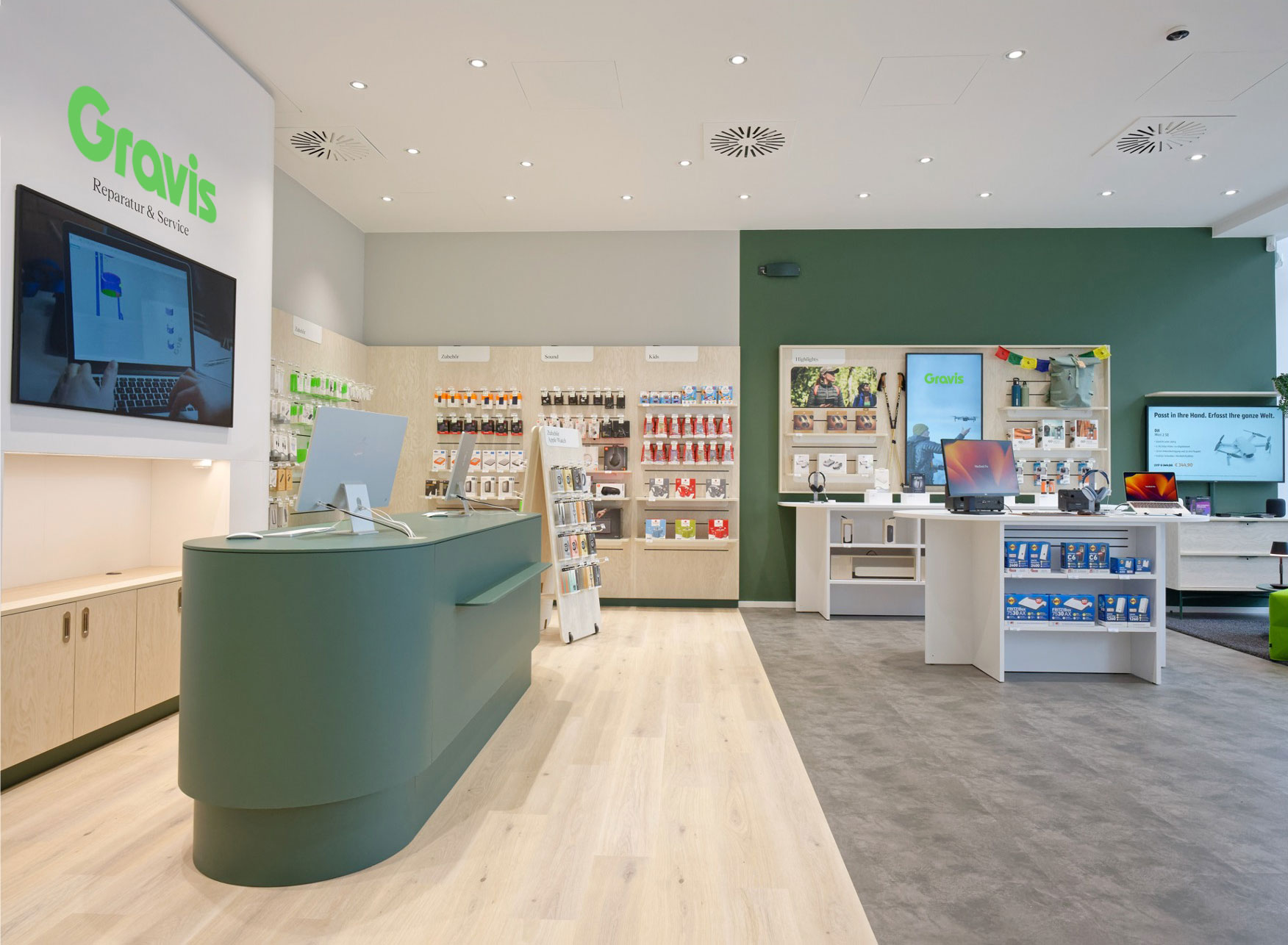
Gravis Store in Wuppertal, 2023

Die Gravis Computervertriebsgesellschaft mbH ist eine in Abwicklung befindliche deutsche Handelskette mit Sitz in Berlin, die sich auf Produkte der Marke Apple und passendes Zubehör spezialisiert hatte. 

## Unternehmensgeschichte

Ehemaliges Logo

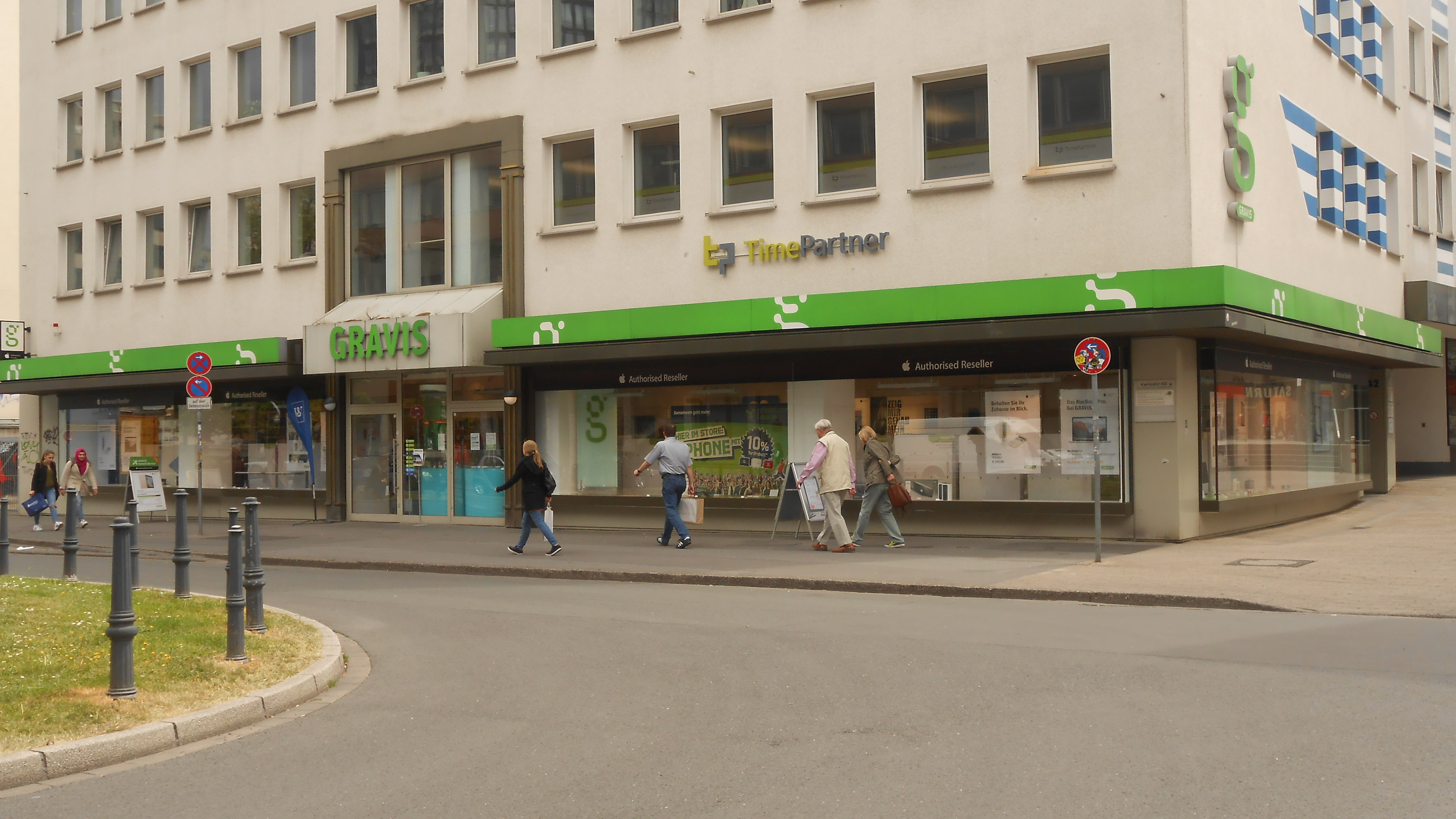
Gravis-Filiale Dortmund, 2016 alter Markenauftritt

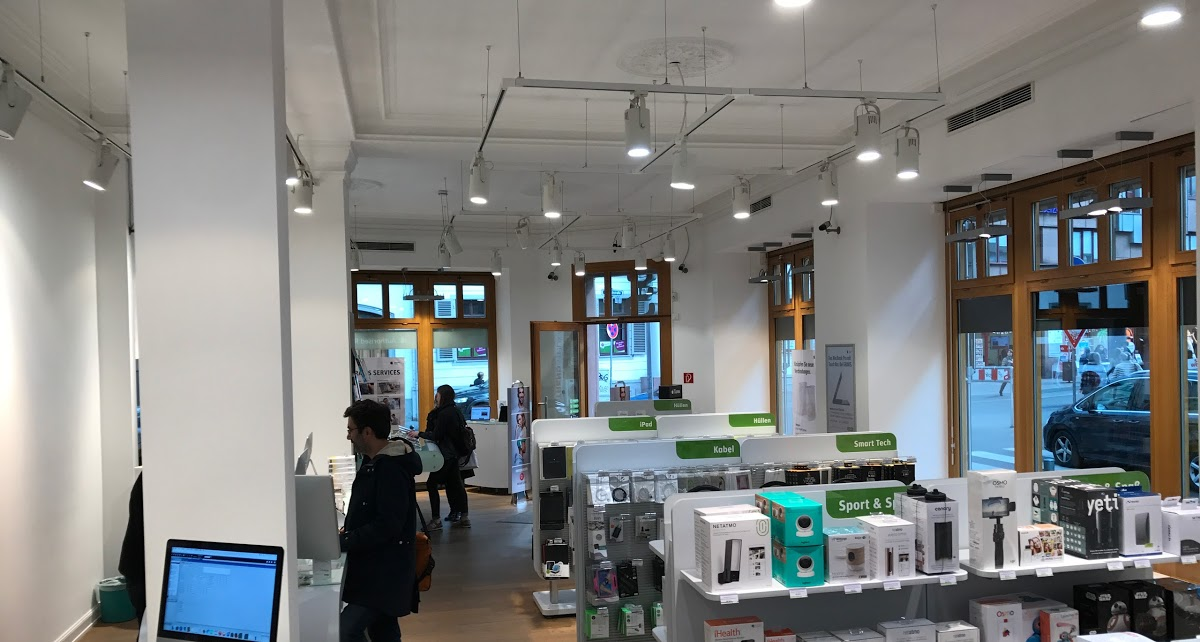
Blick in den Gravis-Store Wiesbaden, 2018 alter Markenauftritt

Gegründet wurde Gravis 1986 von den Berliner Studenten Archibald Horlitz und Wilfried Gast als HSD GmbH. 
Die Tochtergesellschaft Gravis EDV Vertriebs GmbH wurde 1988 als reines Versandhandelshaus gegründet. Im Jahr 2012 verkündete Gravis die geplante Übernahme durch die mobilcom-debitel GmbH, eine Tochter der Freenet-Gruppe. Die Übernahme wurde 2013 abgeschlossen.
Im Mai 2014 gab Gravis bekannt, die 12 deutschen Läden der Düsseldorfer reStore GmbH übernehmen zu wollen. Die Integration fand ab Ende Mai 2014 nach Zustimmung der Kartellbehörden statt. Die Filialen wurden vollständig in Gravis-Filialen umgewandelt. Zeitweise gab es in Deutschland 38 Filialen, Sitz des Unternehmens ist Berlin-Charlottenburg.
Am 14. März 2024 kündigte die Konzernmutter Freenet AG die Abwicklung der Gravis Computergesellschaft aufgrund anhaltender Unprofitabilität an. Seit 15. Juni 2024 sind alle Filialen geschlossen und der Onlineshop ist abgeschaltet.

## Angebot
Das Sortiment von Gravis umfasste die Apple-Produktpalette sowie weitere technische Geräte. Neben Smartphones, Tablets und Zubehör wurden auch Mobilfunkverträge und elektronische Gadgets verkauft, wie Kinderspielzeuge, Hauselektronik oder Smart-Home-Geräte. Produkte konnten auch im Ratenkauf erworben (Zubehör) oder gemietet (Geräte) werden, dies wurde als „Abo-Modell“ bezeichnet. Vertragspartner des Kunden war die C2 Circle GmbH aus München.
Gravis verfügte über einen Online-Shop und einen zentralen Reparaturservice in Berlin, die Filialen boten einen eigenen technischen Service und waren seit 2015 „Premium Service Provider“ von Apple.